# هیومنا
هیومنا، (به انگلیسی: Humana) شرکت مدیریت خدمات درمانی آمریکایی است، که در زمینه ارائه بیمه‌های درمانی و خدمات مراقبت‌های پزشکی، همچنین مدیریت بر شبکه گسترده‌ای از بیمارستان‌ها، کلینیک‌ها، مراکز درمانی و داروخانه‌ها، فعالیت می‌نماید.
شرکت هیومنا در سال ۱۹۶۱ توسط دیوید ای. جونز و ویندل شری به‌عنوان یک مرکز مراقبت‌های پزشکی راه‌اندازی شد و در حال حاضر دارای بیش از ۱۱٫۱ میلیون مشترک در ۵۰ ایالت آمریکا، واشینگتن، دی. سی.، پورتوریکو، آسیا و غرب اروپا می‌باشد.
دفتر مرکزی این شرکت در شهر لوییویل، کنتاکی، ایالات متحده آمریکا قرار دارد و سهام آن در بازار بورس نیویورک معامله می‌شود. شرکت هیومنا در سال ۲۰۱۳ با ارزش بازار ۱۳ میلیارد دلار، در فهرست فرچون ۵۰۰ رتبه ۷۳ از بزرگترین شرکت‌های ایالات متحده را به خود اختصاص داد.